# اکاترینا تیرشکینا
اکاترینا تیرشکینا (انگلیسی: Ekaterina Tyryshkina؛ زادهٔ ۳۱ ژانویهٔ ۱۹۹۶) بازیکن فوتبال اهل روسیه است.
وی همچنین در تیم‌های ملی فوتبال Russia women's national under-17 football team, Russia women's national under-19 football team، و زنان روسیه بازی کرده‌است.